# Koceljeva
Koceljeva (serbocroata cirílico: Коцељева) es un municipio y pueblo de Serbia perteneciente al distrito de Mačva del oeste del país.
En 2011 tiene 13 129 habitantes, de los cuales 4182 viven en el pueblo y el resto en las 16 pedanías del municipio. La mayoría de la población se compone étnicamente de serbios (12 107 habitantes), existiendo una minoría de gitanos (850 habitantes).
Se ubica unos 30 km al sur de Šabac.

## Pedanías
Junto con Koceljeva, pertenecen al municipio las siguientes pedanías:
- Batalage
- Brdarica
- Bresnica
- Galović
- Goločelo
- Gradojević
- Donje Crniljevo
- Draginje
- Družetić
- Zukve
- Kamenica
- Ljutice
- Mali Bošnjak
- Svileuva
- Subotica
- Ćukovine